# Lousbergbeek
De Lousbergbeek is een beek in Nederlands Zuid-Limburg in de gemeente Vaals. De beek ligt ten zuidoosten van Epen op de rechteroever van de Geul.
Niet ver van de monding van de beek ligt de Heimansgroeve.

## Ligging
De beek ontspringt ten zuidwesten van buurtschap Camerig op de westelijke helling van het Plateau van Vijlen in het Geuldal. Vanaf de bron loopt de beek in zuidwestelijke richting. Na ongeveer 400 meter mondt de beek tussen de Tergraatbeek en de Lingbergbeek uit in de Geul. Aan de overzijde van de Geul ligt op de helling Camping 't Zinkviooltje.